# Santiago Teyahualco
Pour les articles homonymes, voir Santiago (homonymie).
Santiago Teyahualco est la seconde plus grande ville de la municipalité de Tultepec dans l'état de Mexico au Mexique. En 2005, la ville a comptait 47 547 habitants.